# Saks Fifth Avenue

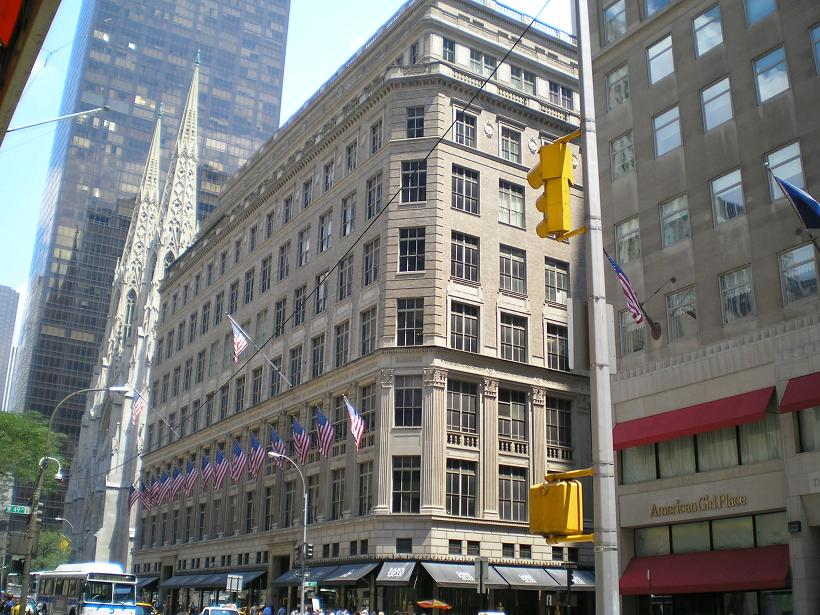
Saks Fifth Avenue na Manhattanu

Saks Fifth Avenue je luxusní americký obchodní dům, který vlastní společnost Saks Fifth Avenue Enterprises (SFAE), dceřiná společnost Saks Incorporated. Je na stejné úrovni trhu podobně jako například obchodní domy Barneys New York, Bergdorf Goodman, Lord & Taylor, Bloomingdales a Neiman Marcus. Saks stojí na Manhattanu v New Yorku a obsahuje 54 obchodů.

## Historie
Firmu založil Andrew Saks v roce 1867 v New Yorku, pojmenovanou od roku 1902 jako Saks & Company. Andrew zemřel v roce 1912 a v roce 1923 se Saks & Co sloučila s firmou Gimbel Brothers, Inc.. Dne 15. září 1924 Horace Saks a Bernard Gimbel otevřeli Saks Fifth Avenue v New Yorku.